# SLC38A1
SLC38A1‏ (Solute carrier family 38 member 1) هوَ بروتين يُشَفر بواسطة جين SLC38A1 في الإنسان.